# Sophie Ousri
Sophie Ousri (Eindhoven, 29 mei 1998) is een Nederlands youtuber.

## Biografie
Ousri begon haar carrière als youtuber met vlogs, parodieën en muziek. In februari 2019 werd ze genomineerd voor drie VEED Awards. Ousri oogstte lof na plaatsen van een video waar ze openhartig vertelde over haar borderline-persoonlijkheidsstoornis.
Ousri heeft via muziekwebsite Spotify ook muziek uitgebracht.
In 2022 deed Ousri mee aan het televisieprogramma De Alleskunner VIPS waar ze als 9de is geëindigd.